# Barro Alto (Goiás)
Barro Alto é um município brasileiro do interior do estado de Goiás, Região Centro-Oeste do país. Situado na região do Vale do São Patrício, sua população segundo o Censo do IBGE 2022 era de 10 371 habitantes.

## Etimologia
O povoado nascente recebeu a denominação de “Barro Alto”, originário da fazenda onde se formou, região “alta” que se fez conhecida pelo “barro”, viscoso e abundante em seu solo. O barro era tão alto que pegava na barriga dos animais.

## História
Barro Alto recebeu status de município pela lei estadual nº 2139 de 14 de novembro de 1958, com território desmembrado de Pirenópolis.

## Cultura
Tem festas tradicionais, todos os anos, no mês de janeiro, O Encontro de Jipeiros, no mês maio é realizada a Cavalgada e no mês de setembro a Exposição Agropecuária.

## Economia
A economia de Barro Alto gira em torno da mineração de níquel. Instalada no município desde 2012, a mineradora sul-africana Anglo American tem investido bilhões para aumentar sua capacidade de produção e tem obtido bons resultados. A empresa já planeja ultrapassar as 40 mil toneladas do minério extraídas no local até 2016.
A exploração dos recursos minerais, mais especificamente do níquel, tem elevado significativamente o PIB e a renda per capita do município.